# Baruch Samuel Blumberg
Baruch Samuel Blumberg (Nova York, EUA 1925, Mountain View, Califòrnia, Estats Units 2011) és un metge, biòleg i professor universitari nord-americà guardonat amb el Premi Nobel de Medicina o Fisiologia l'any 1976.

## Biografia
Va néixer el 28 de juliol de 1925 a la ciutat de Nova York. Va estudiar matemàtiques a la Universitat de Colúmbia però ben aviat canvià els seus interessos vers la medicina, graduant-se en aquesta mateixa universitat l'any 1951, en la qual exercí de metge durant quatre anys. L'any 1957 realitzà el doctorat a la Universitat d'Oxford a Anglaterra, orientant la seva carrera posterior cap a la biologia. Durant la dècada del 1970 fou professor de medicina genètica a la Universitat de Pennsilvània.
Va morir el 5 d'abril de 2011 a l'edat de 85 anys, a Mountain View, Califòrnia.

## Recerca científica
Expert en malalties infeccioses i virologia estudià l'origen i propagació d'aquestes. Aconseguí identificar el virus Hepatitis B, del qual posteriorment va desenvolupar una vacuna.
L'any 1976 fou guardonat amb el Premi Nobel de Medicina o Fisiologia, premi que compartí amb Daniel Carlton Gajdusek, pels seus descobriments referents als nous mecanismes de l'origen i difusió de les malalties infeccioses.